# Liste der Kulturgüter in Muralto
Die Liste der Kulturgüter in Muralto enthält alle Objekte in der Gemeinde Muralto im Kanton Tessin, die gemäss der Haager Konvention zum Schutz von Kulturgut bei bewaffneten Konflikten, dem Bundesgesetz vom 20. Juni 2014 über den Schutz der Kulturgüter bei bewaffneten Konflikten sowie der Verordnung vom 29. Oktober 2014 über den Schutz der Kulturgüter bei bewaffneten Konflikten unter Schutz stehen.
Objekte der Kategorien A und B sind vollständig in der Liste enthalten, Objekte der Kategorie C fehlen zurzeit (Stand: 1. Januar 2023).

## Kulturgüter
| Foto |                                                                   | Objekt                                                              | Kat. | Typ | Standort                                                 | Beschreibung |
| ---- | ----------------------------------------------------------------- | ------------------------------------------------------------------- | ---- | --- | -------------------------------------------------------- | ------------ |
| ja   | Datei hochladen · Wikidata zu Stiftskirche San Vittore (Q3682907) | Stiftskirche San Vittore / Collegiata di San Vittore KGS-Nr.: 05639 | A    | G   | Via San Vittore 1a 705530 / 114404                       |              |
| ja   | Datei hochladen · Wikidata zu Grand Hotel Locarno (Q29527465)     | Grand Hotel Locarno KGS-Nr.: 10293                                  | A    | G   | Via Sempione 17 705045 / 114330                          |              |
| BW   | Datei hochladen · Wikidata zu Römischer Vicus (Q29527470)         | Römischer Vicus / Vicus di epoca romana KGS-Nr.: 10535              | A    | F   | Via della Collegiata / Via del Municipio 705376 / 114496 |              |
| BW   | Datei hochladen · Wikidata zu Villa Liverpool (Q29884565)         | Villa Liverpool KGS-Nr.: 05642                                      | B    | G   | Via San Gottardo 37 705672 / 114635                      |              |